# فريتز يوليوس كون
فريتز يوليوس كون (بالإنجليزية: Fritz Julius Kuhn) هو صحفي وكيميائي أمريكي، ولد في 15 أغسطس 1896 في ميونخ في ألمانيا، وتوفي بنفس المكان في 14 ديسمبر 1951.

## وصلات خارجية
- فريتز يوليوس كون على موقع IMDb (الإنجليزية)
- فريتز يوليوس كون على موقع الموسوعة البريطانية (الإنجليزية)
- فريتز يوليوس كون على موقع مونزينجر (الألمانية)
- فريتز يوليوس كون على موقع قاعدة بيانات الفيلم (الإنجليزية)